# نورمان كيلي
نورمان كيلي (بالإنجليزية: Norman Kelly)‏ (10 أكتوبر 1970 بأيرلندا الشمالية في المملكة المتحدة - ) هو لاعب كرة قدم بريطاني في مركز الوسط. لعب مع أولدهام أثلتيك ودونفرملين أثلتيك وريث روفرز وغلينافون وغلينتوران ونادي كروسيدرز ونادي لينفيلد وويغان أتلتيك وكانبرا كوزموز ‏ وفريق بروناي ‏ وIFK Strömstad ‏.

## وصلات خارجية
- نورمان كيلي على موقع قاعدة بيانات كرة القدم.إي يو (الإنجليزية)